# بترومين (لبنان)
بترومين Batroumine-هي قرية لبنانية من قرى قضاء الكورة في محافظة الشمال. تبعد من العاصمة بيروت نحو 82 كلم عبر أبو حلقة-ددة، أو عبر البحصاص- رأس مسقى- برسا-ددة، أو شكا- كفر حزير- بشمزين- فيع. ترتفع عن سطح البحر نحو 310 م، مساحتها 341 هكتاراً (أي 3،41 كلم² أو 1،32 ميل²). تتمثل زراعاتها في: الزيتون واللوز والعنب والحنطة والخضار. تستمد مياهها من أكثر من 20 بئرًا أرتوازيًا،
شهدت البلدة هجرة كثيفة، حيث انتقل أبناؤها إلى بلدان شتّى منذ بداية القرن العشرين، وتواصلت الهجرة عبر السنين حتى بات عدد المهاجرين منها أضعاف المقيمين فيها، وقد برز العديد من أبناء البلدة في مجالات العلوم والأعمال.
يوجد بالبلدة العديد من المؤسسات الدينية والتربوية والجمعيات، منها كنيسة سيدة بترومين، رعائية أرثوذكسية أثرية ذات بناء قديم، وجمعية أخوية سيدة بترومين الخيرية، وهي نادٍ اجتماعي وثقافي ورياضي، حركة الشيبة الارثوذكسية، فرقة تمثيلية فولكلورية

## اسمها وآثارها
هناك من يردّ اسم بترومين إلى اللغة السريانية وتعني "المكان العالي والمشرف" أو بيت المقدمين الشرفاء، وذلك من الجذر السامي "روم" الذي يفيد العلو والارتفاع والرفعة ، ويضع فريجة أحتمال آخر أن يكون معنى الكلمة "معسكر ومخيم الجند" من كلمة سريانية أيضاً، أما التقليد في بترومين فينسب الاسم إلي حاكم يدعى "رومين" كان مركز حكمه فيها.ويرى طوني مفرج أن تفسير الاسم وارجاعه إلي معني معسكر أو مخيم جند هو الأقرب غلى الصحة، وليس بغريب على موقع البلدة أن تكون أرضها في الماضي مقرًا لحامية عسكرية، حيث حفظت لنا أرض بترومين بعض الآثار التي تفيد عن قدم عهدها، منها نواويس محفورة في الصخور، وكنيسة أثرية علي أنقاض معبد وثني.

## عائلاتها
غالبية العائلات التي تسكن بلدة بترومين من الديانة المسيحية من طوائف متعددة، يأتي على رأسها طائفة الروم الأرثوذكس، بالإضافة إلى الموارنة والروم الكاثوليك، وهناك ايضًا طوائف البروستانت، والسريان الأرثوذكس، والطائفة اللاتينية، كما تنتسب إليها بعض العائلات المسلمة من المذهبين الشيعي والسني. يذكر من عائلات بترومين نجار، النجار، منصور، حريكي، غانم، فبرصي، قطريب، فياض، المليس، الديري، ضاهر، جريج، الناخوري، فاخوري، مليس، شيخاني، الشيخاني، اللقيس، القطريب، حنا، الخوري، الحاج، شمالي، عبود، ساسين، عيسى، نصر، القبرصي، سليمان، شاهين، سلوم، يوسف ، عودة، عبدالله، الحلو، طنوس، جبور، قبرص، القاري، مسلم، كرم، نصار، خليل، موسى، سعادة، جوج، حيدر، البيطار، سالم. وهناك العدبد من الشخصيات من بلدة بترومين ونذكر من بينهم: جبران جريج، وهو من مؤسسي الحزب السوري القومي الاجتماعي، جورج جريج، مدير شركة الاترنيت في شكا، عزيز الحاج، قنصل فخري للكاميرون، جورج حريكي، نائب سوري، ونائب سابق لرئيس مجلس الشعب، فوزي حريكي، نقيب لأطباء الشمال، جميل حريكي، رئيس بنك التسليف المهني، جوزف جورج الشيخاتي، مهندس ونائب رئيس للطلبة العربفي الولايات المتحدة، شفيق القطريب، قنصل لبنان في المكسيك، رياض القطريب، من كبار موظفي وزارة الدفاع الأمريكية، سلوى القطريب لحود، فنانة مطربة وممثلة مسرحية استعراضية، كوثر القطريب، ممثلة فنانة.

## معرض الصور

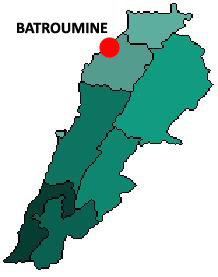
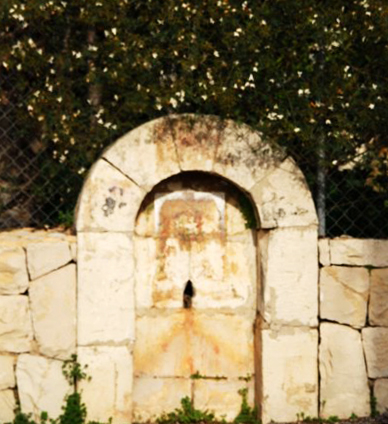
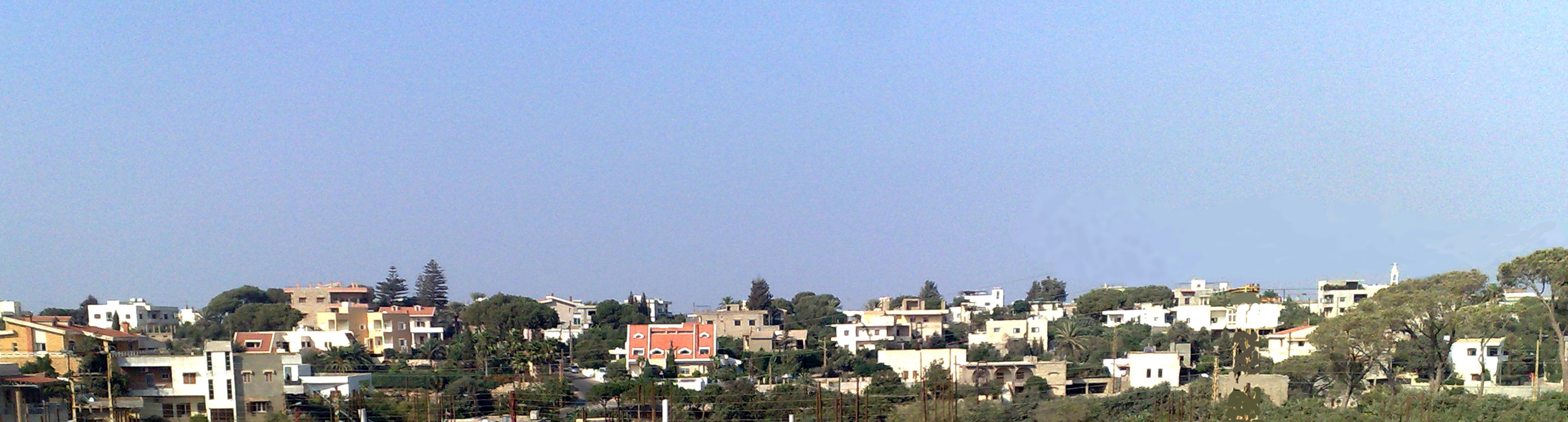
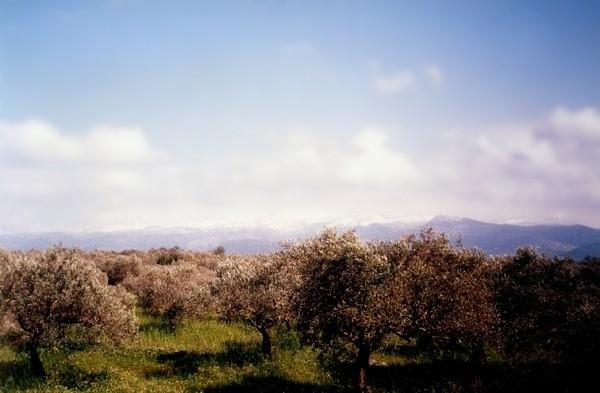
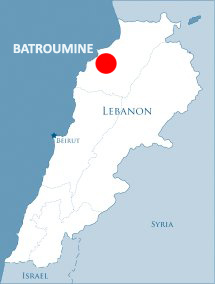
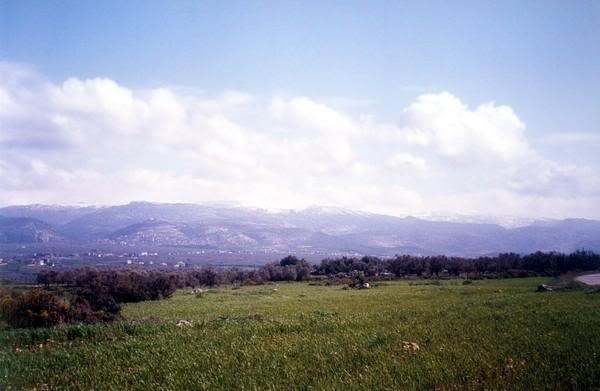